# Olivetta San Michele
Olivetta San Michele är en kommun i provinsen Imperia i regionen Ligurien i Italien. Kommunen hade 207 invånare (2018).